# 동순위

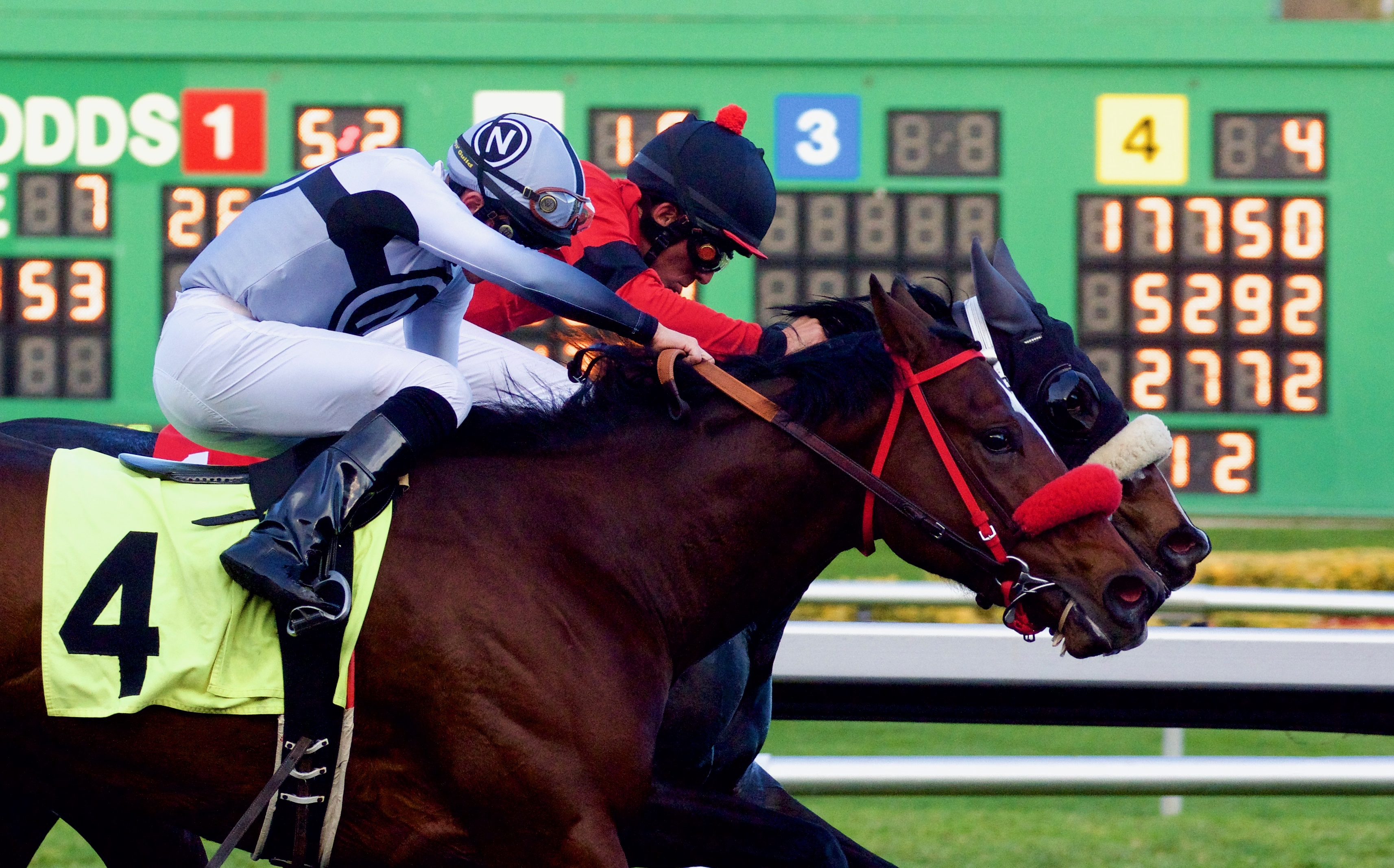
경마의 동순위

경주 스포츠에서, 동순위(同順位, 영어: dead heat 데드 히트[*]) 또는 동착(同着)은 둘 이상의 도전자의 도착 시간 차이(도착차)가 매우 근소해 순위를 가릴 수 없는 경우를 의미한다. 이 경우, 같은 시간에 들어온 도전자들의 기록과 순위는 동률로 간주된다.
보통 육상 경기의 트랙 경기나 경마, 경륜 등에서는 비슷한 시간대에 들어온 도전자의 순위를 사진 판정을 통해 가리는 경우가 많으나, 드물게 사진 판정으로도 순위를 가릴 수 없는 경우가 발생할 수 있다.

## 사례

### 경마
- 2010년 5월 23일 일본에서 개최된 제71회 우준 빈마(일본어판)에서는 아파파네와 생테밀리옹이 사진 판정 끝에 공동 우승을 차지했다.

## 같이 보기
- 사진 판정
- 비디오 판독
- 도착차